# Pups – Kein Kinderspiel
Pups – Kein Kinderspiel ist ein Drama von Ash und Daniel M. Berger aus dem Jahr 1999 mit Mischa Barton und Burt Reynolds.

## Handlung
Der 13-jährige Stevie, ein von seiner Mutter vernachlässigter Asthmatiker, findet durch Zufall den Revolver seiner Mutter und überfällt mit seiner Freundin Rocky, die ebenfalls 13 Jahre ist, eine Bank. Die mit dem Überfall einhergehende Geiselnahme und der Andrang der Medien überfordert die beiden jugendlichen Bankräuber. Dennoch genießen sie die Aufmerksamkeit in vollen Zügen.
Die Polizei kann die Bank nicht stürmen und damit die Geiselnahme beenden, da die beiden Bankräuber noch Kinder sind. Die Polizei ist bereit, mit ihnen zu verhandeln. Die gestellten Forderungen sind sehr untypisch, z. B. verlangt Stevie Pizza, Kondome und ein Fernsehteam von MTV.
Die Gekidnappten selber sind auch ein wesentlicher Teil der Geschichte, da jeder völlig anders reagiert und man die Kinder sogar teilweise unterstützt und berät.

## Veröffentlichung
Pups hatte seine Uraufführung beim Los Angeles International Filmfestival 1999. Wie Owen Gleiberman in Entertainment Weekly bemerkte, geschah dies zum Pech des Films zwei Tage vor dem Amoklauf an der Columbine High School. In die US-amerikanischen Kinos kam der Film im Jahr 2000. Die deutschsprachige Erstaufführung war am 20. Juni 2002 in SRF 1.

## Rezeption
Der Review-Aggregator Rotten Tomatoes wertete zehn Rezensionen für Pups aus und befand neun davon als positiv, womit sich ein sogenannter „Tomatometer“ von 90 % ergibt. Der Filmkritiker Roger Ebert lobte die natürliche Performance der beiden jugendlichen Hauptdarsteller. Dass der Film dilettantisch und zusammengeschustert wirke, trage zu seinem Reiz bei, denn dadurch habe er eine Wildheit, die durch mehr Sorgfalt zerstört worden wäre.